# 克里尼茨
克里尼茨（德語：Crinitz）是德国勃兰登堡州的市镇，隶属于易北-埃尔斯特县，总面积为21.95平方千米，截至2020年总人口为1182人。